# جولی ولاستو
جولی ولاستو (فرانسوی: Julie Vlasto‎; ۸ اوت ۱۹۰۳ – ۲ مارس ۱۹۸۵) تنیس‌باز اهل فرانسه بود.
وی همچنین برندهٔ جوایزی همچون لژیون دونور شده‌است.
وی در مسابقات کشوری و بین‌المللی در مجموع برندهٔ ۱ مدال نقره شده‌است.